# Лой Быканах
Лой Быканах,
Лой Быканах,
Вы-шли-хлаи
Вы-шли-хлаи
Вы-шли-хлаи
Лой Быканах.
Лой Быкана́х (другое название Ру́сско-абисси́нская пе́сня уше́льцев) — песня группы «Аквариум» при участии Андрея Горохова.
Предположительно, эта песня принадлежит Борису Гребенщикову. Песня дважды исполнялась в фильме «Чёрная роза — эмблема печали, красная роза — эмблема любви» самим Гребенщиковым и Андреем Гороховым. Под названием «Русско-абиссинская песня ушельцев» эта песня была опубликована в альбоме «Ночной суп. Часть 2» группы «Адо», возглавляемой Гороховым.
Смысл песни, как и её язык, остаются неизвестными (вероятно, никакого точного смысла и не вкладывалось). По утверждению исполнителя песни в фильме, песня исполняется на «ушельском языке». О том, кто такие ушельцы, существует два мнения:
- обычно считается, что ушельцы — пришельцы, которые покинули Землю. Эта точка зрения поддерживается в фильме и наиболее распространена.
- есть версия, что «ушелец», то есть «тот, кто уходит» — перевод эпитета Будды «Татхагата». Этим объясняется некоторая схожесть песни с тибетскими мантрами[4].